# Marko Rašica
Marko Rašica, hrvaški slikar, * 13. november 1883, Dubrovnik, † 27. januar 1963, Koločep.

## Življenjepis
Marko Rašica se je rodil 13. novembra 1883 v Dubrovniku, kjer je tudi končal osnovno šolo. Študiral je na Akademiji na Dunaju, za katero je dobil štipendijo, ko je bil star 20 let. Leta 1903 sodeluje na letni razstavi Secesije, študij pa nadaljuje na Nizozemskem in v Pragi. Bil je profesor na Obrtni šoli (1917 do 1932) ter na Višji strokovni šoli v Zagrebu (od leta 1935), kjer je imel razstavo v Salonu Urlich. Med ostalim je razstavljal v Parizu, Pragi, Amsterdamu, Ljubljani in Haagu. Bil je član društva Medulić, te eden od pobudnikov umetniškega društva Vesna. Kasneje živi na Krku in na Koločepu, kjer tudi umre leta 1963.

## Slikarska dejavnost
Slika pretežno motive iz Dubrovnika in okolice, ter s Krka in iz Kraljevice. Med drugim je veliko slikal tudi ljudi v narodnih nošah. Od slikarskih tehnik je uporabljal olje, akvarel in gvaš. V frančiškanski cerkvi v Zagrebu je naslikal fresko Sv. Frančišek govori ribam. V zadnjih letih življenja mu je pešal vid in je posledično uporabljal tehniko tuša v različnih barvah. Občasno se je ukvarjal tudi s scenografijo, saj je med drugim tudi pripravil scenske skice za dubrovniško premiero drame Iva Vojnovića Ekvinokcij. To mu je tudi omogočilo pridobitev štipendije za Akademijo na Dunaju. Manj uspešno se je ukvarjal z restavriranjem umetnin. Po umetniški orientaciji spada v krog Izidorja Kršnjavija. Skozi njegovo celotno delovanje je možno zaznati temeljno rdečo nit seceonizma s poskusi prilagajanja sodobnejšim načinom likovnega izražanja. Nanj je močno vplival avstrijski slikar Gustav Klimt.

## Samostalne razstave
Marko Rašica je imel samostojne razstave:
- Dubrovnik, 1916
- Zagreb, 1917
- Zagreb, 1920
- Zagreb, 1922
- Zagreb, 1923
- Zagreb, 1924
- Osijek, 1924
- Zagreb, 1925
- Zagreb, 1926
- Zagreb, 1927
- Zagreb, 1928
- Zagreb, 1929
- Zagreb, 1932
- Zagreb, 1934
- Zagreb. 1936
- Zagreb, 1937
- Zagreb, 1939
- Zagreb, 1941
- Zagreb, 1945
- Crikvenica, 1952
- Dubrovnik, 1958 (retrospektiva)

V Dubrovniku je bila decembra leta 2013 pripravljena retrospektivna razstava njegovih del ob 130-letnici rojstva in 50-letnici smrti. Marko Rašica je poleg tega sodeloval na številnih skupinskih razstavah, tako v Jugoslaviji kot v inozemstvu.